# Cladopelma daktylos
Cladopelma daktylos är en tvåvingeart som först beskrevs av Walley 1934.  Cladopelma daktylos ingår i släktet Cladopelma och familjen fjädermyggor.
Artens utbredningsområde är Guyana. Inga underarter finns listade i Catalogue of Life.